# Charles McDougall
Charles McDougall (Liverpool, 1962) é um diretor e produtor de televisão britânico.

## Biografia
Charles McDougall trabalhou em muitas séries de televisão populares dos Estados Unidos, incluindo Sex and the City, The Tudors, The Good Wife e Desperate Housewives. Ao dirigir o episódio piloto desse último programa, ele ainda ganhou o Emmy de Melhor Direção de Série de Comédia em 2005.
McDougall também dirigiu algumas produções britânicas. No início de sua carreira, integrou a equipe de Cracker e ainda Queer as Folk. O filme Hillsborough, filmado na Inglaterra e lançado em 1996, rendeu-lhe o British Academy Television Awards (BAFTA) de Melhor Filme Dramático para Televisão.